# Île Mariannenaue

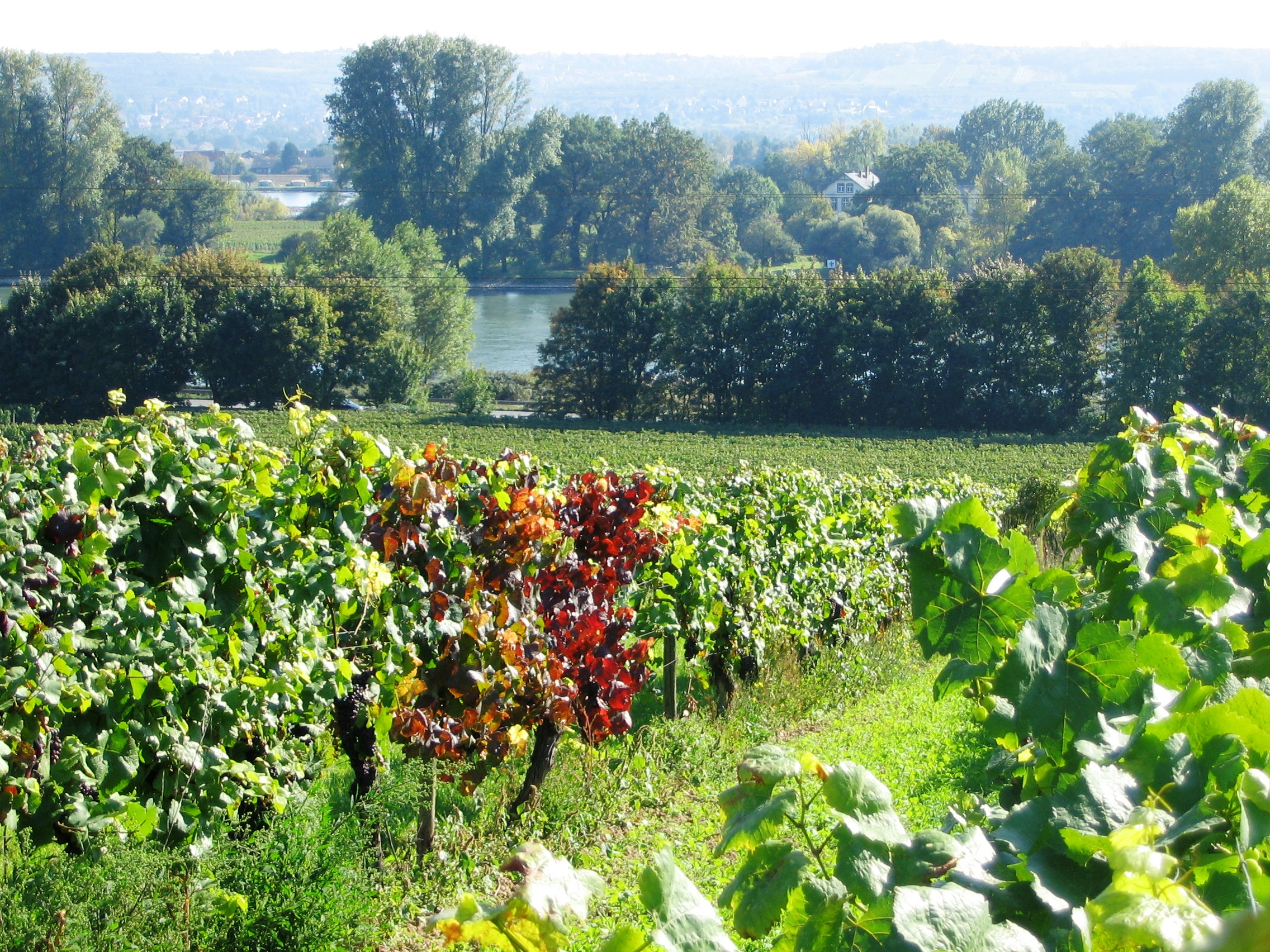
viticulture sur l'île

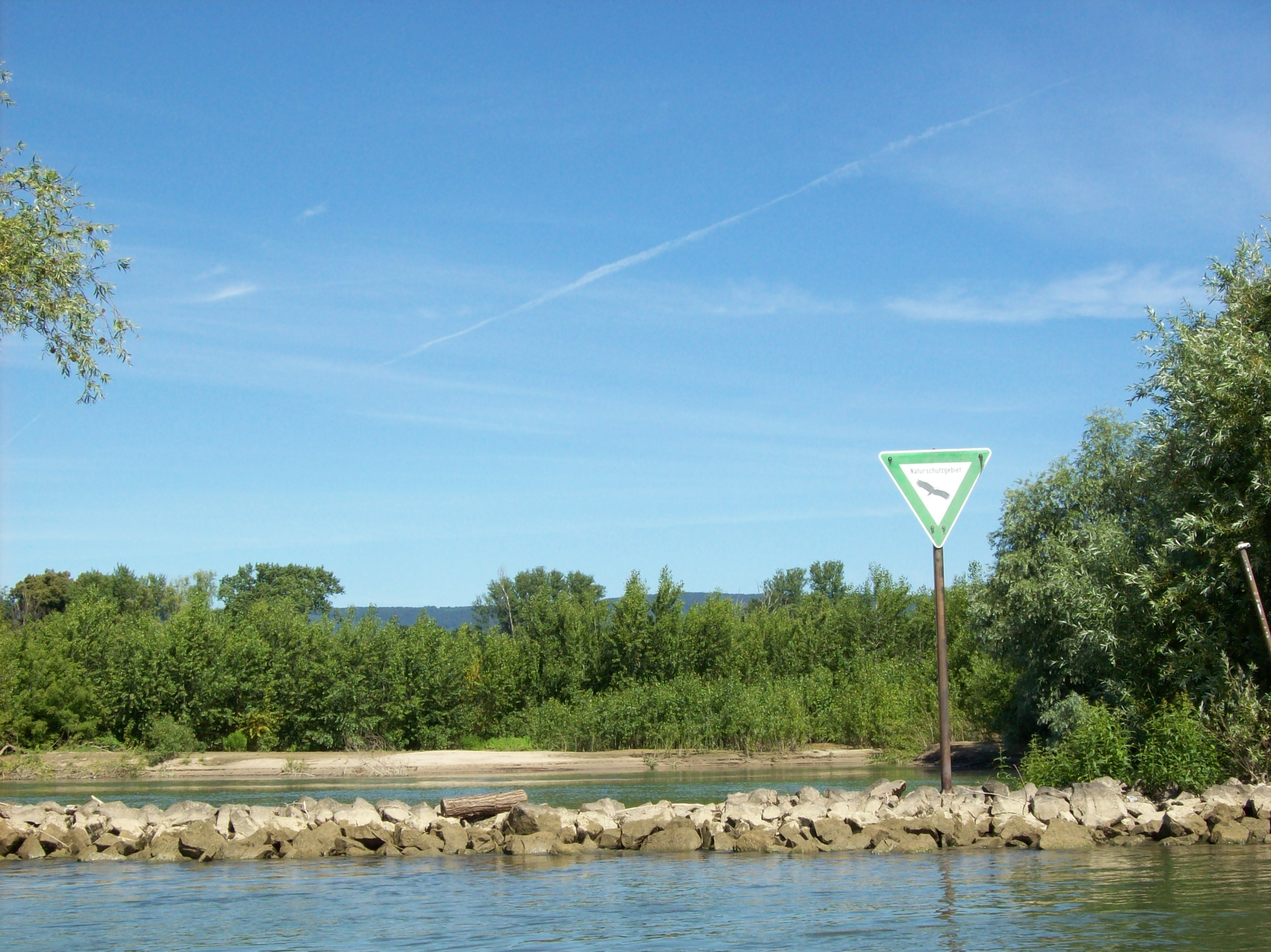
Réserve naturelle sur le Mariannenaue

L'île Mariannenaue est la plus grande des îles fluviales du Rhin et une des trois îles en Allemagne sur lesquelles la vigne est cultivée. Sa surface de 68,5 ha, surpasse celle de l'île de Mainau, située sur le lac de Constance. Elle commence en face d'Erbach et s'étire sur une longueur de 4,3 km presque jusqu'à Oestrich (km du Rhin : 513 à 517).
L'île, qui longe la région du Rheingau, est classée site naturel protégé.
À la suite d'un héritage, l'île devint la propriété de Marianne d'Orange-Nassau, épouse d'Albert de Prusse. En 2009, l'île n'est pas accessible au public.
Depuis 1974, les sites classés d'intérêt général sont rassemblés au sein du réseau Natura 2000, qui comporte deux types de sites :
- les Zones spéciales de conservation (ZSC), définies par la présente directive ;
- les Zones de protection spéciale, (ZPS) définies par la Directive 79/409/CEE dite Directive Oiseaux.